# Burgstall Einberg
Der Burgstall Einberg ist eine abgegangene Höhenburg auf dem Gipfelbereich des Einbergs bei 460 m ü. NHN etwa 1750 Meter nordöstlich der Stadt Furth im Wald im Oberpfälzer Landkreis Cham in Bayern. Die Anlage wird als Bodendenkmal unter der Aktennummer D-3-6643-0020 im Bayernatlas als „mittelalterlicher Burgstall“ geführt. 
Von der Entstehung der Burg und deren Besitzer ist nichts urkundlich überliefert. Im 18. Jahrhundert sollen von der Burganlage noch Grundmauern sichtbar gewesen sein.